# Мериндадес
Мериндадес (исп. Merindades) — район (комарка) в Испании, входит в провинцию Бургос в составе автономного сообщества Кастилия и Леон.

## Муниципалитеты
1. Альфос-де-Брисиа
2. Альфос-де-Санта-Гадеа
3. Ариха (Бургос)
4. Лос-Альтос
5. Берберана
6. Сильяперлата
7. Эспиноса-де-лос-Монтерос
8. Фриас
9. Хунта-де-Траслалома
10. Хунта-де-Вильяльба-де-Лоса
11. Хурисдиксион-де-Сан-Садорниль
12. Медина-де-Помар
13. Мериндад-де-Куэста-Урриа
14. Мериндад-де-Монтиха
15. Мериндад-де-Сотоскуэва
16. Мериндад-де-Вальдепоррес
17. Мериндад-де-Вальдивьельсо
18. Ония
19. Партидо-де-ла-Сьерра-эн-Тобалина
20. Треспадерне
21. Валье-де-Лоса
22. Валье-де-Мансанедо
23. Валье-де-Мена
24. Валье-де-Тобалина
25. Валье-де-Вальдебесана
26. Валье-де-Самансас
27. Вильяркайо-де-Мериндад-де-Кастилья-ла-Вьеха